# Championnat d'Europe masculin de volley-ball des moins de 21 ans 1982
Navigation
Porto 1979 Clermont-Ferrand 1984
Le 8e championnat d'Europe de volley-ball masculin des moins de 21 ans (Juniors) s'est déroulé du 20 août au 27 août 1982 à Immenstadt, Sonthofen, Passau, Augsbourg, Karlsfeld, Ottobrunn et Munich (RFA).

## Déroulement de la compétition

### Tour préliminaire

#### Composition des groupes
| Poule A                                                            | Poule B                                        | Poule C                                                                |
| ------------------------------------------------------------------ | ---------------------------------------------- | ---------------------------------------------------------------------- |
| Sites : Immenstadt, Sonthofen Finlande France Tchécoslovaquie URSS | Site : Passau Belgique Bulgarie Hongrie Italie | Site : Augsbourg Espagne Allemagne de l'Est Allemagne de l'Ouest Suède |

#### Poule A
| # | Équipe          | Pts | J | G | P | Sp | Sc | Ratio | Pp  | Pc  | Ratio |
| - | --------------- | --- | - | - | - | -- | -- | ----- | --- | --- | ----- |
| 1 | URSS            | 6   | 3 | 3 | 0 | 9  | 3  | 3     | 164 | 128 | 1.281 |
| 2 | Tchécoslovaquie | 5   | 3 | 2 | 1 | 8  | 4  | 2     | 166 | 128 | 1.297 |
| 3 | Finlande        | 4   | 3 | 1 | 2 | 4  | 6  | 0.667 | 115 | 122 | 0.943 |
| 4 | France          | 3   | 3 | 0 | 3 | 1  | 9  | 0.111 | 79  | 146 | 0.541 |

| Date     | Match                      | Résultat | Sets  | Sets  | Sets  | Sets  | Sets  | Total Points |
| Date     | Match                      | Résultat | 1     | 2     | 3     | 4     | 5     | Total Points |
| -------- | -------------------------- | -------- | ----- | ----- | ----- | ----- | ----- | ------------ |
| 20.08.82 | URSS - France              | 3 - 0    | 15-10 | 15-4  | 15-8  | -     | -     | 45-22        |
| 20.08.82 | Tchécoslovaquie - Finlande | 3 - 0    | 15-4  | 15-10 | 16-14 | -     | -     | 46-28        |
| 21.08.82 | Tchécoslovaquie - France   | 3 - 1    | 15-6  | 15-8  | 11-15 | 15-6  | -     | 56-35        |
| 21.08.82 | URSS - Finlande            | 3 - 1    | 15-8  | 15-11 | 9-15  | 15-8  | -     | 54-42        |
| 22.08.82 | Finlande - France          | 3 - 0    | 15-7  | 15-12 | 15-3  | -     | -     | 45-22        |
| 22.08.82 | URSS - Tchécoslovaquie     | 3 - 2    | 15-9  | 17-15 | 8-15  | 10-15 | 15-10 | 65-64        |

#### Poule B
| # | Équipe   | Pts | J | G | P | Sp | Sc | Ratio | Pp  | Pc  | Ratio |
| - | -------- | --- | - | - | - | -- | -- | ----- | --- | --- | ----- |
| 1 | Bulgarie | 6   | 3 | 3 | 0 | 9  | 2  | 4.5   | 158 | 101 | 1.564 |
| 2 | Italie   | 5   | 3 | 2 | 1 | 7  | 3  | 2.333 | 132 | 93  | 1.419 |
| 3 | Hongrie  | 4   | 3 | 1 | 2 | 3  | 6  | 0.5   | 95  | 118 | 0.805 |
| 4 | Belgique | 3   | 3 | 0 | 3 | 1  | 9  | 0.111 | 74  | 147 | 0.503 |

| Date     | Match               | Résultat | Sets  | Sets  | Sets  | Sets | Sets | Total Points |
| Date     | Match               | Résultat | 1     | 2     | 3     | 4    | 5    | Total Points |
| -------- | ------------------- | -------- | ----- | ----- | ----- | ---- | ---- | ------------ |
| 20.08.82 | Bulgarie - Italie   | 3 - 1    | 11-15 | 15-12 | 15-9  | 15-6 | -    | 56-42        |
| 20.08.82 | Hongrie - Belgique  | 3 - 0    | 15-10 | 15-5  | 15-13 | -    | -    | 45-28        |
| 21.08.82 | Bulgarie - Belgique | 3 - 1    | 15-5  | 15-9  | 12-15 | 15-2 | -    | 57-31        |
| 21.08.82 | Italie - Hongrie    | 3 - 0    | 15-2  | 15-11 | 15-9  | -    | -    | 45-22        |
| 22.08.82 | Italie - Belgique   | 3 - 0    | 15-7  | 15-2  | 15-6  | -    | -    | 45-15        |
| 22.08.82 | Bulgarie - Hongrie  | 3 - 0    | 15-10 | 15-5  | 15-13 | -    | -    | 45-28        |

#### Poule C
| # | Équipe               | Pts | J | G | P | Sp | Sc | Ratio | Pp  | Pc  | Ratio |
| - | -------------------- | --- | - | - | - | -- | -- | ----- | --- | --- | ----- |
| 1 | Allemagne de l'Est   | 6   | 3 | 3 | 0 | 9  | 5  | 1.8   | 195 | 159 | 1.226 |
| 2 | Allemagne de l'Ouest | 5   | 3 | 2 | 1 | 8  | 5  | 1.6   | 170 | 133 | 1.278 |
| 3 | Suède                | 4   | 3 | 1 | 2 | 6  | 6  | 1     | 145 | 151 | 0.96  |
| 4 | Espagne              | 3   | 3 | 0 | 3 | 2  | 9  | 0.222 | 105 | 162 | 0.648 |

| Date     | Match                                     | Résultat | Sets  | Sets  | Sets  | Sets  | Sets  | Total Points |
| Date     | Match                                     | Résultat | 1     | 2     | 3     | 4     | 5     | Total Points |
| -------- | ----------------------------------------- | -------- | ----- | ----- | ----- | ----- | ----- | ------------ |
| 20.08.82 | Allemagne de l'Est - Suède                | 3 - 2    | 13-15 | 15-9  | 14-16 | 15-10 | 15-13 | 72-63        |
| 20.08.82 | Allemagne de l'Ouest - Espagne            | 3 - 1    | 15-7  | 11-15 | 15-5  | 17-15 | -     | 58-42        |
| 21.08.82 | Allemagne de l'Est - Espagne              | 3 - 1    | 15-9  | 14-16 | 15-10 | 15-4  | -     | 59-39        |
| 21.08.82 | Allemagne de l'Ouest - Suède              | 3 - 1    | 15-4  | 9-15  | 15-4  | 16-14 | -     | 55-37        |
| 22.08.82 | Suède - Espagne                           | 3 - 0    | 15-13 | 15-8  | 15-3  | -     | -     | 45-24        |
| 22.08.82 | Allemagne de l'Est - Allemagne de l'Ouest | 3 - 2    | 15-9  | 10-15 | 9-15  | 15-7  | 15-11 | 64-57        |

### Tour final

#### Poule de Classement 7 à 12 (Karlsfeld,Ottobrunn)
| # | Équipe   | Pts | J | G | P | Sp | Sc | Ratio | Pp  | Pc  | Ratio |
| - | -------- | --- | - | - | - | -- | -- | ----- | --- | --- | ----- |
| 1 | Suède    | 10  | 5 | 5 | 0 | 15 | 2  | 7.5   | 249 | 176 | 1.415 |
| 2 | Finlande | 8   | 5 | 3 | 2 | 10 | 8  | 1.25  | 219 | 195 | 1.123 |
| 3 | Espagne  | 8   | 5 | 3 | 2 | 10 | 8  | 1.25  | 215 | 212 | 1.014 |
| 4 | France   | 8   | 5 | 3 | 2 | 9  | 11 | 0.818 | 239 | 240 | 0.996 |
| 5 | Hongrie  | 6   | 5 | 1 | 4 | 7  | 12 | 0.583 | 218 | 245 | 0.89  |
| 6 | Belgique | 5   | 5 | 0 | 5 | 5  | 15 | 0.333 | 199 | 271 | 0.734 |

| Date     | Match               | Résultat | Sets  | Sets  | Sets  | Sets  | Sets  | Total Points |
| Date     | Match               | Résultat | 1     | 2     | 3     | 4     | 5     | Total Points |
| -------- | ------------------- | -------- | ----- | ----- | ----- | ----- | ----- | ------------ |
| -        | Finlande - France   | 3 - 0    | 15-7  | 15-12 | 15-3  | -     | -     | 45-22        |
| -        | Hongrie - Belgique  | 3 - 0    | 15-10 | 15-5  | 15-13 | -     | -     | 45-28        |
| -        | Suède - Espagne     | 3 - 0    | 15-13 | 15-8  | 15-3  | -     | -     | 45-24        |
| 24.08.82 | France - Belgique   | 3 - 2    | 12-15 | 9-15  | 15-9  | 15-6  | 15-10 | 66-55        |
| 24.08.82 | Espagne - Hongrie   | 3 - 1    | 15-5  | 15-13 | 5-15  | 15-13 | -     | 50-46        |
| 24.08.82 | Suède - Finlande    | 3 - 1    | 15-6  | 10-15 | 18-16 | 15-2  | -     | 58-39        |
| 25.08.82 | France - Hongrie    | 3 - 2    | 9-15  | 15-8  | 12-15 | 15-5  | 15-11 | 66-54        |
| 25.08.82 | Suède - Belgique    | 3 - 0    | 15-13 | 15-8  | 15-10 | -     | -     | 45-31        |
| 25.08.82 | Espagne - Finlande  | 3 - 0    | 15-10 | 15-10 | 15-10 | -     | -     | 45-30        |
| 26.08.82 | Finlande - Belgique | 3 - 2    | 9-15  | 6-15  | 15-7  | 15-2  | 15-8  | 60-47        |
| 26.08.82 | France - Espagne    | 3 - 1    | 15-8  | 8-15  | 15-9  | 15-9  | -     | 53-41        |
| 26.08.82 | Suède - Hongrie     | 3 - 1    | 15-13 | 11-15 | 15-10 | 15-12 | -     | 56-50        |
| 27.08.82 | Espagne - Belgique  | 3 - 1    | 10-15 | 15-9  | 15-5  | 15-9  | -     | 55-38        |
| 27.08.82 | Finlande - Hongrie  | 3 - 0    | 15-13 | 15-5  | 15-5  | -     | -     | 45-23        |
| 27.08.82 | Suède - France      | 3 - 0    | 15-11 | 15-9  | 15-12 | -     | -     | 45-32        |

#### Poule Finale (Munich)
| # | Équipe               | Pts | J | G | P | Sp | Sc | Ratio | Pp  | Pc  | Ratio |
| - | -------------------- | --- | - | - | - | -- | -- | ----- | --- | --- | ----- |
| 1 | URSS                 | 10  | 5 | 5 | 0 | 15 | 2  | 7.5   | 245 | 133 | 1.842 |
| 2 | Allemagne de l'Ouest | 8   | 5 | 3 | 2 | 11 | 9  | 1.222 | 260 | 239 | 1.088 |
| 3 | Allemagne de l'Est   | 8   | 5 | 3 | 2 | 10 | 12 | 0.833 | 252 | 280 | 0.9   |
| 4 | Bulgarie             | 7   | 5 | 2 | 3 | 10 | 11 | 0.909 | 254 | 259 | 0.981 |
| 5 | Italie               | 7   | 5 | 2 | 3 | 7  | 11 | 0.636 | 200 | 233 | 0.858 |
| 6 | Tchécoslovaquie      | 5   | 5 | 0 | 5 | 7  | 15 | 0.467 | 240 | 307 | 0.782 |

| Date     | Match                                     | Résultat | Sets  | Sets  | Sets  | Sets  | Sets  | Total Points |
| Date     | Match                                     | Résultat | 1     | 2     | 3     | 4     | 5     | Total Points |
| -------- | ----------------------------------------- | -------- | ----- | ----- | ----- | ----- | ----- | ------------ |
| -        | URSS - Tchécoslovaquie                    | 3 - 2    | 15-9  | 17-15 | 8-15  | 10-15 | 15-10 | 65-64        |
| -        | Bulgarie - Italie                         | 3 - 1    | 11-15 | 15-12 | 15-9  | 15-6  | -     | 56-42        |
| -        | Allemagne de l'Est - Allemagne de l'Ouest | 3 - 2    | 15-9  | 10-15 | 9-15  | 15-7  | 15-11 | 64-57        |
| 24.08.82 | Bulgarie - Tchécoslovaquie                | 3 - 1    | 15-8  | 15-11 | 15-17 | 15-3  | -     | 60-39        |
| 24.08.82 | URSS - Allemagne de l'Est                 | 3 - 0    | 15-0  | 15-10 | 15-7  | -     | -     | 45-17        |
| 24.08.82 | Allemagne de l'Ouest - Italie             | 3 - 0    | 15-7  | 18-16 | 15-5  | -     | -     | 48-28        |
| 25.08.82 | Allemagne de l'Est - Tchécoslovaquie      | 3 - 2    | 8-15  | 15-13 | 15-11 | 13-15 | 15-8  | 66-62        |
| 25.08.82 | URSS - Italie                             | 3 - 0    | 15-3  | 15-7  | 15-1  | -     | -     | 45-11        |
| 25.08.82 | Allemagne de l'Ouest - Bulgarie           | 3 - 2    | 14-16 | 11-15 | 15-8  | 15-11 | 18-16 | 73-66        |
| 26.08.82 | Italie - Allemagne de l'Est               | 3 - 1    | 13-15 | 15-13 | 15-3  | 16-14 | -     | 59-45        |
| 26.08.82 | Allemagne de l'Ouest - Tchécoslovaquie    | 3 - 1    | 15-1  | 11-15 | 15-11 | 15-9  | -     | 56-36        |
| 26.08.82 | URSS - Bulgarie                           | 3 - 0    | 15-7  | 15-3  | 15-5  | -     | -     | 45-15        |
| 27.08.82 | Italie - Tchécoslovaquie                  | 3 - 1    | 15-8  | 15-11 | 15-17 | 15-3  | -     | 60-39        |
| 27.08.82 | Allemagne de l'Est - Bulgarie             | 3 - 2    | 15-9  | 15-8  | 5-15  | 10-15 | 15-10 | 60-57        |
| 27.08.82 | URSS - Allemagne de l'Ouest               | 3 - 0    | 15-8  | 15-11 | 15-7  | -     | -     | 45-26        |

## Classement final
| Place              | Équipe               |
| ------------------ | -------------------- |
| Médaille d'or      | URSS                 |
| Médaille d'argent  | Allemagne de l'Ouest |
| Médaille de bronze | Allemagne de l'Est   |
| 4                  | Bulgarie             |
| 5                  | Italie               |
| 6                  | Tchécoslovaquie      |
| 7                  | Suède                |
| 8                  | Finlande             |
| 9                  | Espagne              |
| 10                 | France               |
| 11                 | Hongrie              |
| 12                 | Belgique             |